# فرع جمعية كشافة تونغا
تعتبر دولة تونغا هي واحدة من 29 دولة لديها حركة كشفية، ولكن لا يوجد فيها منظمة كشفية وطنية رسمية. الحركة الكشفية نشطة في تونغا فروع في الخارج تابعة لجمعية الكشافة، وهذا يسمح لها للعمل كعضو في المنظمة العالمية للحركة الكشفية.